# 奥塔帕赖
奥塔帕赖（Ottapparai），是印度泰米尔纳德邦Erode县的一个城镇。总人口9216（2001年）。

## 人口
该地2001年总人口9216人，其中男性4653人，女性4563人；0—6岁人口838人，其中男426人，女412人；识字率60.92%，其中男性为71.44%，女性为50.19%。